# Іранський елемент в українській духовній культурі
Іранський елемент в українській духовній культурі — складова частина української духовної культури, яка є запозиченням чи внеском різних іранських етнічних груп у культуру середньовічних етносів, які в свій час та в свою чергу стали основою для формування етносу українців. 
Перші епіграфічні згадки безумовних іранізмів (Хорс, Сімаргл тощо) відносяться до ХІ—XII ст. («Слово о полку Ігоревім», «Повість временних літ» тощо), деякі збереглися до межі XIX—ХХ ст. у народній традиції, й записані етнографами.
Дуже важливим і показовим щодо загальнослов'янських та іранських мовних відповідностей є таке:

| «Як зазначалося багатьма дослідниками, і як можна бачити з … огляду слов'яно-іранських відповідностей, значна частина цих відповідностей належить до міфологічної та релігійно-етичної сфери. … Слов'яно-іранська близькість тим більш показова, що взагалі індо-європейські мови в релігійному словнику розходяться.»[1] |

| «… по відношенню до ранніх слов'ян можна говорити про іранізацію — явище, яке в різний час і в різних умовах простежується в різних місцях, де виявляються контакти іранських діалектів з іншими індоєвропейськими … та неіндоєвропейськими … У більшості згаданих випадків іранізація … пов'язана з наявністю значного впливу в релігійно-міфологічній сфері.»[2] |

| «…Давня Русь та — ширше — вся Slavia з певної позиції можуть сприйматися як західна провінція великого індоіранського культурного кола.»[3] |
Слід зазначити, що

| «…етновизначальні риси матеріальної та духовної культур, а також мови народу протягом його історії суттєво, іноді до невпізнанності змінюються. Однак, завдяки ... тяглості розвитку, зберігається генетичний зв'язок між окремими фазами розвитку культури та мови даного етнічного організму протягом усього його життя. Тобто головним, етновизначальним елементом для всякого етносу є навіть не якийсь постійний набір ознак, а тяглість його етнокультурного розвитку.»[4] |
Нижче розглянуто певну кількість етнографічних пам'яток, які більш-менш упевнено можна класифікувати як іранський елемент, окремо подано реєстр середньовічних давньоруських теонімів, етнонімів безумовно іранського походження.

## Іранські теоніми, етноніми у давньоруських та іншомовних середньовічних епіграфічних пам'ятках
1. Хорс
2. Симаргл
3. Анти
4. Білі Хорвати
5. Кий
6. Хорив
7. Сварог
8. Вій

## Жива ватра
Безумовно, слово «ватра» має прозору іранську етимологію:

авест. *ātar(š)- (*âtar-) > укр. вогонь, дух вогню.
Щодо «живої ватри» існують цікаві згадки українських етнографів, записані у карпатських вівчарів, а саме:

після розбудови у полонині кошари, ватаг (старший вівчар на вигоні) розпалює «живу ватру» (у найархаїчніший спосіб — тертям двох шматків сухої деревини) у день вигону овець у полонину (інколи на старій підкові). Жива ватра горить весь час, доки вівці випасаються у полонині — з весни до осені.

Окремої уваги заслуговують забобони щодо «живої ватри»:
- у жодному разі не можна щоби «жива ватра» згасла під час випасу овець;
- в жодному разі її не можна виносити, передавати чи розпалювати від неї інші вогнища;
- в жодному разі не можна приносити до зграї інший вогонь;
- не можна кидати у ватру сміття, топтати її ногами тощо;
- коли восени чабани гонять отару з полонини, ватру залишати не можна, вона мусить згаснути сама (гасити її також не можна).[8]

Щодо функції вогню як стихії очищення є цікава етнографічна згадка у М. В. Гоголя: «… усі, хто ніс труну почали прикладати руки до печі, що зазвичай роблять українці, побачивши мерця.»
Окрім сакрального «ватра», існує певна кількість лексичних паралелей говірок українців карпатського регіону та осетин
(укр. ґазда — ос. qœzdyg / gœzdug, укр. стайня — диг. stojnæ тощо).

## Хорс
Безпосередньо ім'я цього солярного бога з безсумнівною іранською етимологією (авест. hvarə xšaetəm (hvarexshaêtahe [hvare-xshaêta]) — укр. сонце сходяче/пануюче) у духовній культурі українців відсутнє, але деякі етнографічні записи дають підстави вважати, що на певному етапі розвитку української культури Хорс займав помітне місце. В контексті цього доцільно навести уривок відомої купальської пісні:
Гей, око Лада,
Леле Ладове,
Гей, око Лада,
Ніч пропадає,
Бо око Лада
З води виходить,
Ладове свято
Нам приносить.
Гей, Ладо!
А ти, Перуне,
Дай дочекати,
Ладо, Купала
У наведеному уривку ми бачимо трьох персонажів дохристиянських часів, а саме:
- Ладо — судячи з контексту відновлений та перероджений антропоморфний «впорядкований всесвіт» (Лад/ Ладо);
- Перун — в архаїчній (бог грози та грозової хмари) іпостасі;
- Око Лада — сонце що сходить.

Схід сонця (око Лада) на початку нового дня (ніч пропадає) з побажанням, аби святковий ранок не був дощовим (А ти, Перуне, дай дочекати) — і персонажі, і сам сюжет окрім зазначеної з авест. hvarə xšaetəm мають певні паралелі з гімнами Ріґведи, а саме:
- Ріґведа, І, 115, 1.

Зійшов світлий образ богів, око Мітри,
Варуни [й] Агні;
- Ріґведа, X, 37, 1.

Уклін оку Мітри-Варуни
Окремо слід зауважити, що отримавши на спільному історичному етапі розвитку певні внески духовної культури іранських (чи індо-іранських) етносів, росіяни та українці пішли дещо іншими шляхами і в запозиченнях — в духовній культурі українців відсутній характерний для духовної культури росіян дуалізм рос. «мир — воля» (у ведах «око Мітри-Варуни», а в наведеній пісні — «око Ладове»), що є чи ненайвизначнішою відмінністю між двома етносами на ментальному рівні.
Щодо функції сонця як «ока Божого» маємо й інше етнографічне підтвердження:
| «У Холмській Русі його називають оком Божим і таким чином пояснюють всевідання Боже.»[14] |
- Ріґведа, X, 43, 5.

Коли щедрий завойовує всеприваблююче сонце…
ця сюжетна лінія є близькою за змістом до строки «А ти, Перуне, дай дочекати», але у ведах говориться про Індру, який захопив Сур'ю (дощова/грозова хмара закриває сонце), у купальській пісні ми бачимо звернення до Перуна з проханням, аби цього не відбулося.
В християнські часи Хорса замінив св. Юра, який виконував такі функції:
| «„грає“ конем, махає шаблею, лупає білий камінь та будує церкву, вкриває світ зеленню; трубить у трубу (трембіту), від чого всюди йдуть голоси, зеленіють верхи гір (гори, долини, низини, буковини, полонини, ліси), розбивається лід та розвиваються (розцвітають) дерева, зацвітають ліси, розмерзаються ріки й наповнюються джерела, вилітають та починають співати птахи, гори-долини, бекають вівці; кропить поля; ходить за плугом; водить воли підчас пахоти; „поволочує“. Таким чином, святий Юрій в українських колядках, хоча й зберігає свого іконографічного коня та зброю, є постаттю цілком мирною. Він пастух або землероб, який виконує замість господаря його повсякденні роботи заради матеріального прибутку у родині, добробуту й процвітання адресатів колядки. В той же час Юрій-персоніфіковане свято — велетень, що сурмить у пастуший ріг (трубу), після чого приходить весна, прокидається природа. Жодного впливу житія святого або церковного переказу помітити у текстах неможливо, а головною детермінантою, що вона обумовлює семантику образа святого, є загальна база знань селянина про світ, зокрема, про зміну пір року та селянські роботи, які збігаються з днем пам'яти святого.»[16] |

## Хорти св'ятого Юра
| «На Україні … вовків звуть „хорти св. Юра“ („Юрові собаки“), і без його дозволу вони не можуть зачепити жодної худобини.»[17] |
Близькою до хорта є міфічна тварина — ярчук. Ймовірно, що іранська (й скіфська) традиція чоловічих союзів (воїнів-псів) мала до цього мифічного персонажу безпосереднє відношення.

## Перун, блискавка, небесний вогонь караючий
Не зважаючи на те, що «Міф про Бога Грози за наявності низки широких типологічних паралелей у різних народів світу можна вважати … спільною спадщиною давніх індоєвропейських традицій», слід зазначити, що в українській духовній культурі присутнє виключно індо-іранське нашарування — «св'ятість» чи «праведність» небесного вогню — блискавки.
| «Блискавка, за народним поняттям, показується людям самим Богом для того, щоб вони завжди пам'ятали, що на небі є Бог… Як трапиться, що блискавка запалить якусь будівлю, то кажуть: „Перуном спалило“… Пожежу від грози гасити не можна, бо її вчинила сила Божа, і усі спроби припинити таку пожежу були б даремні й богопротивні.»[21] |
| «…У Канівському повіті, наприклад, і понині ще грім та блискавку народ називає Перуном, і якщо трапиться, що блискавка запалить якусь будівлю, то звичайно кажуть: „Перуном спалила“ (у Грубешівському повіті лише громову стрілу називають „Перуновою“)…»[14] |

## Бог, паралелі у релігійній термінології
Етимологія слова укр. бог < давньосл.*bogъ < авест. bâgem [bâga] (укр. щастя, доля, богатство) та має відповідність й в давньоіндійській мові. Наразі термін Бог є найпоширенішим й найвживанішим запозиченням з іранської у сучасній українській духовній культурі й, відповідно, мові (за популярністю у побутовому щоденному вжитку хіба що інший іранізм — укр. пан від праір. *pāna-). Українські вирази та словоутворення Бодай / (не) дай Бог — мають повні відповідності як в ведичній (Bhága + dāti / Bhága + dadāti), так і в авестійській традиціях.
| «У слов'ян та іранців відбулися наступні загальні зміни стародавньої релігійної термінології: 1) і.-є. назву (сакралізованого) неба було замінено назвою хмари (слов. *nebo); 2) слово *deiwos „небесний“, що значить у індоєвропейців „бог“, набуло значення „демон“ …; 3) у значенні „бог“ стало використовуватися слово „богатство, наділяючий богатством“ (слов. *bogъ)…»[1] |
У дохристиянські часи термін «Бог» переважно застосовувався до Даждьбога — бога одарюючого, наділяючого й, можливо, Стрибога, та, свого часу, було запозичено у християнство.
Окрім зазначених вище, у повній відповідності до іранських релігійних термінів є такі українські (на певному щаблі історичного розвитку етносу й незважаючи на сучасний вжиток): віра, світло, благо, чари, хоронити, чистити, слово, могила, гоїти, хворіти, зло, сором, (про)вина.